# Шри-ланкийский португальский креольский язык
Шри-ланкийский португальский креольский язык — язык, на котором говорят в Шри-Ланке. В то время как наиболее распространены сингальский и тамильский языки, сочетание португальского и шри-ланкийских языков привело к развитию нового языка, который процветал в качестве лингва франка на острове в течение 350 лет (с XVI до середины XIX века). Язык продолжает использовать небольшая часть населения. Все носители этого языка являются членами городской общины: потомки португальцев и голландцев, которые создали семьи в Шри-Ланке. Европейцы, евразийцы и бюргеры составляют 0,2% от Шри-ланкийского населения. Язык связан с шри-ланкийскими кафирами, этническим меньшинством. Португальский креольский язык считают важнейшим креольским диалектом в Азии, за её влияние на словарный запас сингальского языка. Языковые заимствования из Шри-ланкийского португальского креольского языка можно наблюдать во многих районах, где распространёна сингальский язык. Португальское влияние настолько хорошо влилось в повседневную жизнь Шри-Ланки, что эти традиции остаются вместе с Шри-ланкийскими.

## Лексика
Как и многие другие креольские языки, шри-ланкийский португальский креольский язык состоит из лексических элементов из множества различных источников. Конечно, большое влияние оказывают языки коренных народов, такие как тамильский и сингальский. Португальский язык оказал огромное влияние на этот креольский язык, также есть следы голландского и английского языков. Также, скорее всего, на него повлияли другие креольские языки и разновидности индо-португальского языка, поскольку остров часто посещали торговцы из Гоа и других португальских поселений, таких как Даман и Диу. Сходство с другими индо-португальскими креольскими языками также может быть связано с аналогичными обстоятельствами и особенностями языков, из которых они происходят. Есть также некоторое малайское влияние, в частности заимствованные слова.